# Cyprus op de Gemenebestspelen

Vlag van Cyprus

Cyprus is een van de landen die deelneemt aan de Gemenebestspelen (of Commonwealth Games). Sinds 1978 heeft Cyprus elfmaal deelgenomen. In totaal over deze elf edities won Cyprus 64 medailles, waarvan het meest in 2018 (14).

## Medailles
| Cyprus op de Gemenebestspelen | Cyprus op de Gemenebestspelen | Cyprus op de Gemenebestspelen | Cyprus op de Gemenebestspelen | Cyprus op de Gemenebestspelen | Cyprus op de Gemenebestspelen |
| ----------------------------- | ----------------------------- | ----------------------------- | ----------------------------- | ----------------------------- | ----------------------------- |
| Jaar                          | Goud                          | Zilver                        | Brons                         | Totaal                        | Rang                          |
| 1978                          | -                             | -                             | -                             | -                             | /                             |
| 1982                          | -                             | -                             | -                             | -                             | /                             |
| 1990                          | 1                             | 1                             | -                             | 2                             | 16                            |
| 1994                          | 2                             | 1                             | 2                             | 5                             | 15                            |
| 1998                          | 1                             | 1                             | 1                             | 3                             | 17                            |
| 2002                          | 2                             | 1                             | 1                             | 4                             | 18                            |
| 2006                          | 3                             | 1                             | 2                             | 6                             | 14                            |
| 2010                          | 4                             | 3                             | 4                             | 11                            | 12                            |
| 2014                          | 2                             | 4                             | 2                             | 8                             | 14                            |
| 2018                          | 8                             | 1                             | 5                             | 14                            | 10                            |
| 2022                          | 2                             | 3                             | 6                             | 11                            | 17                            |